# Ton van Kesteren
Pour les articles homonymes, voir Van Kesteren.
A. J. M. « Ton » van Kesteren, né le 26 août 1954 à Groningue, est un homme politique néerlandais membre du Parti pour la liberté (PVV). Il siège aux États de Groningue (en) depuis le 10 mars 2011 et à la Première Chambre des États généraux depuis le 28 mars 2017.
Van Kesteren est enseignant de 1978 à 2006 et expert immobilier depuis 1996.